# Raión de Rudnia (Smolensk)
El raión de Rudnia (en ruso: Рудня́нский райо́н) es un distrito administrativo y municipal (raión), uno de los 25 del óblast de Smolensk, en Rusia. Se encuentra al oeste y noroeste de la óblast y limita al norte con el raión de Vélizh, al noreste con el raión de Demídov, al este con el raión de Smolensk, al sur con el raión de Krasni, y al oeste con los distritos de Vítebsk, Liozna y Dubrovna en la provincia de Vítebsk en Bielorrusia. El área del distrito es de 2.111,41 kilómetros cuadrados (815,22 millas cuadradas). Su centro administrativo está en la ciudad de Rudnia. Su población estaba formada por unas 25.244 personas (en 2010), 28.037 personas (en 2002) y 34.724 personas (en 1989). La población de Rudnia representa el 39,7% de la población total del distrito.

## Subdivisiones
Comprende la ciudad de Rudnia (la capital), el asentamiento de tipo urbano de Golynki y los asentamientos rurales de Liubávichi, Perevolochye, Ponizovye y Chistik. Estas seis entidades locales suman un total de 212 localidades.